# M. K. Vainu Bappu
M. K. Vainu Bappu (Manali Kallat Vainu Bappu; * 10. August 1927 in Madras; † 19. August 1982 in München) war ein indischer Astronom.

## Leben
Vainu Bappu war das einzige Kind von Manali Kukuzhi und Sunanna Bappu. Sein Vater war ein Astronom am Nizamiah Observatory in Hyderabad (Indien), der bei seinem Sohn früh ein Interesse für seine Wissenschaft weckte.
Nachdem Vainu Bappu an der University of Madras seinem Master in Physik erworben hatte, wechselte er an die Harvard University und erwarb dort im Jahre 1952 seinen Ph.D. Während eines kurzen Aufenthalts als Carnegie Fellow an den Hale Observatories entdeckte er zusammen mit Olin C. Wilson den Wilson-Bappu-Effekt. Anschließend ging er nach einem Jahr als Post-Doc zurück nach Indien.
Bappu wurde im Jahre 1960 Direktor des Kodaikanal Solar Observatory. In den frühen 1970er Jahren wurde unter seiner Aufsicht ein neues Observatorium in Kavalur eingerichtet.
Er war Präsident der Internationalen Astronomischen Union und starb während der 18. Generalversammlung der IAU an Komplikationen nach einer Herzoperation in München.
1985 wurde der Asteroid (2596) Vainu Bappu nach ihm benannt.

## Veröffentlichungen
- Wilson, O. C. und M. K. Vainu Bappu: H and K Emission in Late-Type Stars: Dependence of Line Width on Luminosity and Related Topics. In: Astrophysical Journal, Bd. 125, 1957, S. 661–683. bibcode:1957ApJ...125..661W